# Élections législatives de 1986 dans le Loiret
Les élections législatives françaises de 1986 ont lieu le 16 mars 1986. Dans le département du Loiret, cinq députés sont à élire dans le cadre d'un scrutin proportionnel par liste départementale à un seul tour.

## Élus
| Député élu             |  | Parti    |
| ---------------------- |  | -------- |
| Xavier Deniau          |  | RPR      |
| Jacques Douffiagues    |  | UDF (PR) |
| Jean-Paul Charié       |  | RPR      |
| Jean-Pierre Sueur      |  | PS       |
| Jean-Claude Portheault |  | PS       |

À la suite de sa nomination dans le gouvernement Chirac II en tant que ministre délégué aux Transports, Jacques Douffiagues est remplacé à l'Assemblée nationale par Antoine Carré, suivant de liste.

## Listes en présence

### Extrême gauche (LO)
| N° | Candidats           | Parti | Parti | Principales fonctions        |
| -- | ------------------- | ----- | ----- | ---------------------------- |
| 01 | Christiane Hauchère |       | LO    | Employée aux chèques postaux |
| 02 | Patrick Lamiable    |       | LO    | Employé SNCF                 |
| 03 | Patrick Costard     |       | LO    | Ouvrier métallurgiste        |
| 04 | Abdelkrim Saadani   |       | LO    | Ouvrier métallurgiste        |
| 05 | Josette Picard      |       | LO    | Employée des chèques postaux |
|    |                     |       |       |                              |
| 06 | Daniel Girard       |       | LO    | Ouvrier électricien          |
| 07 | Gislène Gauvrit     |       | LO    | Employée des chèques postaux |

### Extrême gauche (LCR)
| N° | Candidats         | Parti | Parti | Principales fonctions           |
| -- | ----------------- | ----- | ----- | ------------------------------- |
| 01 | Xavier Ligneau    |       | LCR   | Technicien aux PTT              |
| 02 | Sylvie Venuat     |       | LCR   | Infirmière                      |
| 03 | Véronique Gaudin  |       | LCR   | Ouvrière spécialisée à la CEPEM |
| 04 | Avelin Castello   |       | LCR   | Employé à la SNCF               |
| 05 | Jany Joué         |       | LCR   | Employée à la Sécurité sociale  |
|    |                   |       |       |                                 |
| 06 | Philippe Chamoux  |       | LCR   | Employé                         |
| 07 | Chantal Thabourin |       | LCR   | Éducatrice                      |

### Extrême gauche (MPPT-SM)
| N° | Candidats        | Parti | Parti | Principales fonctions                                    |
| -- | ---------------- | ----- | ----- | -------------------------------------------------------- |
| 01 | Alain Gillard    |       | MPPT  | Postier au centre de tri d'Orléans                       |
| 02 | Robert Caron     |       | SM    | Informaticien, Fleury-les-Aubrais                        |
| 03 | François Mondon  |       | MPPT  | Cadre dans une coopérative agricole, Chécy               |
| 04 | Monique Zerbib   |       | MPPT  | Laborantine en centre hospitalier, Ferrières-en-Gâtinais |
| 05 | Jean-Pierre Esch |       | SM    | Animateur, Montargis                                     |
|    |                  |       |       |                                                          |
| 06 | Gérald Gannelon  |       | MPPT  | Cheminot au dépôt des Aubrais                            |
| 07 | Serge Henriot    |       | MPPT  | Professeur d'éducation physique                          |

### Parti communiste français
| N° | Candidats       | Parti | Parti | Principales fonctions                                                                                                 |
| -- | --------------- | ----- | ----- | --- |
| 01 | André Chène     |       | PCF   | Conseiller général du Canton de Fleury-les-Aubrais et maire de Fleury-les-Aubrais, ancien député, permanent politique |
| 02 | Max Nublat      |       | PCF   | Principal adjoint de collège, conseiller municipal de Montargis                                                       |
| 03 | Annie Lauret    |       | PCF   | Attachée communale |
| 04 | Sylvie Dubois   |       | PCF   | Mécanicienne en confection                                                                                            |
| 05 | André Moskura   |       | PCF   | Technicien de laboratoire                                                                                             |
|    |                 |       |       | |
| 06 | Monique Choquel |       | PCF   | Institutrice |
| 07 | André Renault   |       | PCF   | Retraité de l'enseignement                                                                                            |

### Majorité présidentielle (PS-MRG)
| N° | Candidats              | Parti | Parti | Principales fonctions                                                                      |
| -- | ---------------------- | ----- | ----- | ------------------------------------------------------------------------------------------ |
| 01 | Jean-Pierre Sueur      |       | PS    | Député sortant et conseiller municipal d'Orléans, maître-assistant à l'Université          |
| 02 | Jean-Claude Portheault |       | PS    | Député sortant et maire de Saint-Jean-de-la-Ruelle, professeur de collège                  |
| 03 | Philippe Girardy       |       | PS    | Maire d'Amilly, principal de collège                                                       |
| 04 | Françoise Mesnage      |       | PS    | Adjointe au maire de Fleury-les-Aubrais, cadre bancaire                                    |
| 05 | Daniel Barbet          |       | MRG   | Inspecteur des affaires sanitaires et sociales                                             |
|    |                        |       |       |                                                                                            |
| 06 | Yves Martin            |       | PS    | Maire de Nesploy, agriculteur                                                              |
| 07 | Bernard Delaveau       |       | PS    | Maire de Paucourt, directeur d'institut médico-éducatif et de centre d'aide par le travail |

### Opposition (RPR-UDF)
| N° | Candidats           | Parti | Parti   | Principales fonctions |
| -- | ------------------- | ----- | ------- | --- |
| 01 | Xavier Deniau       |       | RPR     | Député sortant et maire d'Escrignelles, ancien ministre, maître des requêtes au Conseil d'État                                                        |
| 02 | Jacques Douffiagues |       | UDF-PR  | Conseiller général du Canton d'Orléans-Bourgogne, vice-président du conseil général et maire d'Orléans, conseiller référendaire à la Cour des comptes |
| 03 | Jean-Paul Charié    |       | RPR     | Député sortant, directeur de presse |
| 04 | Antoine Carré       |       | UDF-PR  | Conseiller général du Canton de Saint-Jean-le-Blanc et maire de Saint-Jean-le-Blanc, médecin spécialiste ORL                                          |
| 05 | Xavier Deschamps    |       | RPR     | Conseiller général du Canton de La Ferté-Saint-Aubin et maire de Marcilly-en-Villette, directeur de banque                                            |
|    |                     |       |         | |
| 06 | Alain Jarsaillon    |       | UDF-CDS | Conseiller général du Canton de Beaugency et maire de Beaugency, docteur en médecine                                                                  |
| 07 | Éric Doligé         |       | RPR     | Conseiller général du Canton de Meung-sur-Loire et maire de Meung-sur-Loire, chef d'entreprise                                                        |

### Divers droite
| N° | Candidats         | Parti | Parti | Principales fonctions     |
| -- | ----------------- | ----- | ----- | ------------------------- |
| 01 | Michel Rimmer     |       | DVD   | Gérant de société         |
| 02 | Rui Lopes         |       | DVD   | Cadre d'entreprise        |
| 03 | Pierre Feix       |       | DVD   | Peintre                   |
| 04 | Marie-Line Gitton |       | DVD   | Commerçante               |
| 05 | Fabienne Legas    |       | DVD   | Employée                  |
|    |                   |       |       |                           |
| 06 | Dominique Laval   |       | DVD   | Assistante de publication |
| 07 | Claude Blaser     |       | DVD   | Tireuse de plans          |

### Front national
| N° | Candidats           | Parti | Parti | Principales fonctions           |
| -- | ------------------- | ----- | ----- | ------------------------------- |
| 01 | Paul Malaguti       |       | FN    | Chef d'entreprise               |
| 02 | Max Lecomte         |       | FN    | Cadre de compagnie d'assurances |
| 03 | Martin Trouvé       |       | FN    | Médecin                         |
| 04 | Maëva Uhilamoafa    |       | FN    |                                 |
| 05 | Roger Moure         |       | FN    | Chef d'entreprise retraité      |
|    |                     |       |       |                                 |
| 06 | Marie-Claude Giroux |       | FN    | Secrétaire de direction         |
| 07 | Françoise Berthon   |       | FN    | Secrétaire                      |

### Sans étiquette (Initiative 86)
| N° | Candidats          | Parti | Parti | Principales fonctions     |
| -- | ------------------ | ----- | ----- | ------------------------- |
| 01 | Sica Castetz       |       | I86   | Chef d'entreprise         |
| 02 | Guy Pierrat        |       | I86   | Administrateur judiciaire |
| 03 | Dominique Devel    |       | I86   | Chef d'entreprise         |
| 04 | Francine Augis     |       | I86   | Demandeur d'emploi        |
| 05 | Bernard Roussel    |       | I86   | Chef d'entreprise         |
|    |                    |       |       |                           |
| 06 | Raymonde Azzopardi |       | I86   | Secrétaire comptable      |
| 07 | Jean-Claude Michel |       | I86   | Chef de rang              |

## Résultats

### Résultats à l'échelle du département
| Liste Parti politique | Liste Parti politique                                                                                                   | Tête de liste       | Tour unique | Tour unique | Sièges |
| Liste Parti politique | Liste Parti politique                                                                                                   | Tête de liste       | Voix        | %           | Sièges |
| --------------------- | --- | ------------------- | ----------- | ----------- | ------ |
|                       | Unis pour réussir - Opposition nationale Loiret Rassemblement pour la République (UDF)                                  | Xavier Deniau       | 124 254     | 45,86       | 3      |
|                       | Pour une majorité de progrès avec le président de la République Parti socialiste (MRG)                                  | Jean-Pierre Sueur   | 85 098      | 31,41       | 2      |
|                       | Liste présentée par le Parti communiste français Parti communiste français                                              | André Chène         | 25 573      | 9,44        | 0      |
|                       | Liste de Rassemblement national présentée par le Front national Front national                                          | Paul Malaguti       | 24 590      | 9,07        | 0      |
|                       | Liste Lutte ouvrière Lutte ouvrière                                                                                     | Christiane Hauchère | 4 314       | 1,59        | 0      |
|                       | Avenir des entreprises du Loiret Divers droite                                                                          | Michel Rimmer       | 2 809       | 1,03        | 0      |
|                       | Initiative 86 - Entreprendre et réussir la France de l'an 2000 Sans étiquette                                           | Sica Castetz        | 2 011       | 0,74        | 0      |
|                       | Liste du Mouvement pour un parti des travailleurs Loiret Extrême gauche (Mouvement pour un parti des travailleurs) (SM) | Alain Gillard       | 1 639       | 0,60        | 0      |
|                       | Liste LCR Ligue communiste révolutionnaire                                                                              | Xavier Ligneau      | 633         | 0,23        | 0      |
|                       | |                     |             |             |        |
| Inscrits              | Inscrits | Inscrits            | 356 377     | 100,00      | 5      |
| Abstentions           | Abstentions | Abstentions         | 71 145      | 19,96       |        |
| Votants               | Votants | Votants             | 285 232     | 80,04       |        |
| Blancs et nuls        | Blancs et nuls | Blancs et nuls      | 14 311      | 5,02        |        |
| Exprimés              | Exprimés | Exprimés            | 270 921     | 94,98       |        |